# CityPoint
CityPoint (anciennement Britannic House) est un gratte-ciel de la ville de Londres, situé dans le quartier d'affaires de La City.
Il se trouve sur Ropemaker Street. Il fut construit en 1967 et mesure 127 m de haut pour 35 étages. 
C'est le septième plus haut gratte-ciel de la Cité de Londres. Il abrite le siège social de BP.